# Plecoptera crinigera
Plecoptera crinigera är en fjärilsart som beskrevs av Swinhoe 1897. Plecoptera crinigera ingår i släktet Plecoptera och familjen nattflyn. Inga underarter finns listade i Catalogue of Life.